# مصطفى القاياتي
مصطفى القاياتي (1297 هـ - 1346 هـ / 1879م - 1927م) عالم مسلم وثوري مصري.

## حياته
تعود أصوله إلى قرية القايات التابعة لمركز العدوة بمحافظة المنيا، والتي ولد فيها في عام 1879، لعائلة اعتادت الالتحاق بالأزهر الشريف، واشتهرت بالعلم والكرم والوجاهة والوطنية؛ وعُرفت دار القاياتي في السكرية بأنها ملتقى لأهل العلم والأدب. يُعّد واحدًا من أبطال ثورة 1919. حصل القاياتي على شهادة العالمية من الأزهر.
مصطفى بن أحمد بن عبد الجواد بن عبد اللطيف القاياتي، سكن منطقة عطفة القاياتي" أو ما نعرفها اليوم باسم "عطفة السكرية" منذ نهايات القرن التاسع عشر، والتي تقع على بعد أمتار من باب زويلة في القاهرة الفاطمية ليتحول البيت المبنى على الطراز العثماني -وهو الأشهر آنذاك- إلى واحد من المنازل التي آوت الثورة ورجالها.

## نشأته العلمية
حفظ الشيخ مصطفى القرآن الكريم كاملًا في صباه، وكعادة أبناء العائلة التحق بالأزهر الشريف، وهناك عُرف عنه الجدية في طلب العلم والمعرفة، وكان يغترف من أمهات الكتب؛ كذلك اشتهر وسط أقرانه بالنزعة الوطنية والميل إلى إصلاح ما حوله، سواء داخل الأزهر أو خارجه، وهو ما دعاه إلى تأسيس «جمعية مكارم الأخلاق» وهو لا يزال طالبًا، لينخرط بعد تخرجه في الكثير من الأنشطة الاجتماعية والخيرية.

## وظائفه
انخرط في سلك التدريس به، لينتقل بعد ذلك إلى التدريس في الجامعة المصرية -التي كانت تعرف بجامعة فؤاد الأول وصارت فيما بعد جامعة القاهرة- ليتخصص في تدريس اللغة العربية وآدابها. يقول تلامذته في ذلك الوقت، إنه كان مرجعًا في اللغة والأدب؛ لكنه كذلك لم يُهمل دوره الاجتماعي، ففى تلك الفترة أسس «جمعية الدفاع عن حقوق مصر»، والتي اشتهرت واتسع نشاطها، ما دعا سلطة الاحتلال الإنجليزى إلى إغلاقها.
لم يكن انضمام الشيخ القاياتى إلى ثورة 1919 وليد اللحظة أو كان عن طريق المصادفة، فقد كان والده وعمه من الداعمين للثورة الُعرابية، وكان بيت القاياتى مُلتقى لضباط الجيش الداعمين لعرابي في مواجهته الخديوي توفيق، حيث كانوا يعقدون اجتماعاتهم هناك؛ وقد ظلا داعمين للجيش المصرى الثائر في مواجهة الاحتلال حتى تم القبض عليهما ونفيهما إلى الشام؛ هكذا كان واحدًا من أوائل من ساندوا مطالب الزعيم سعد زغلول بالاستقلال في أعقاب الحرب العالمية الأولى، فصار خطيبًا للثورة.
يقع البيت في المنطقة التي خلّدها الأديب العالمى نجيب محفوظ في ثلاثيته الشهيرة، وخلال أحداث ثورة 1919، صار مكانًا لتجمع مشايخ الأزهر الشريف، واجتمع فيه سعد زغلول مع الشيخ القاياتى في إحدى غرفه. البيت مكون من ثلاثة طوابق، وكانت به مجموعة من المشربيات لكنها تعرضت للهدم، وتحفظت وزارة الآثار على المشربيات لديها، وتعلو سوره مجموعة من الكوابيل الحجرية، المشهورة بحمل طوابق عليا أو المشربيات المميزة ذات الطراز العثماني، والتي بدورها ليست بعيدة عن أجواء الثلاثية؛ في هذا السور أيضًا فتحات لشبابيك مستطيلة، لكن كلها صارت الآن مغلقة ومسدودة بالطوب. عند الدخول إلى منزل خطيب الثورة تجد صحن البيت الذي تطل عليه مجموعة من الغرف، والتي كانت تُسمى «حواصل»، ومقعد لاستقبال الضيوف ما زالت بعض أعمدته قائمة إلى الآن؛ وهناك آثار لأقبية نصف دائرية، يبدو أنها تقود إلى قاعات مغلقة الآن، وفي مواجهة الداخل للصحن يقودك سلم إلى طابق علوى تستأجره إحدى الأسر من «ورثة القاياتي» الذين يسكنون الطابق الأرضى حتى الآن؛ وسيلفت انتباهك باب خشبى قديم، بعد أن تمر من باب حديدى حديث ذى ضلفتين إلى داخل البيت، الذي يحيطه سور من الحجر الضخم، الذي يسميه الأثريون «حجر فص نحيت ميدماك» للدلالة على قوة ومتانة تراصه فوق بعضه.